# Autoprzeciwciała przeciw cytrulinowanej wimentynie
Autoprzeciwciała przeciw cytrulinowanej wimentynie (anty-Sa/anty-MCV) są przedstawicielem szerszej rodziny autoprzeciwciał przeciw cytrulinowanym białkom (ACPA, ang. anti-citrullinated protein/peptide autoantibodies). Cytrulinowana wimentyna stanowi jeden z deiminowanych (cytrulinowanych) autoantygenów błony maziowej, branych pod uwagę w rozważaniach nad patogenezą reumatoidalnego zapalenia stawów (RZS). Według części autorów, autoprzeciwciała przeciw cytrulinowanej wimentynie stanowią obiecujący marker serologiczny RZS, choć nie znalazły one miejsca w rutynowej diagnostyce choroby. Pierwsze – i jak dotąd jedyne – badanie polskie nad użytecznością autoprzeciwciał anty-Sa w rozpoznawaniu RZS nie wykazało korzyści diagnostycznych z oceny ilościowej anty-Sa obok rutynowo stosowanych autoprzeciwciał anty-CCP. Czułość diagnostyczna anty-Sa w rozpoznawaniu RZS wyniosła 36,6%, a swoistość diagnostyczna 96,9%. Współwystępowanie anty-Sa i anty-CCP stwierdzono u 36,6% chorych na RZS, a jednocześnie nie wykazano ani jednego przypadku izolowanej obecności anty-Sa. Jak wynika z cytowanej pracy, dodatnich wyników anty-Sa należy oczekiwać zwłaszcza u tych chorych na RZS, którzy posiadają wysokie poziomy anty-CCP. Zgodnie z danymi zagranicznymi – ukazującymi duże zróżnicowanie etniczne – czułość autoprzeciwciał anty-Sa waha się w zakresie 31–44%, przy swoistości równej 92–98%. Zdaniem części badaczy, występowanie autoprzeciwciał anty-Sa/anty-MCV ma być związane z ostrzejszym przebiegiem RZS i większą dynamiką destrukcji stawów, a poziom tego markera ma korelować z aktywnością choroby i odpowiedzą na wybrane leki. Inni naukowcy nie podzielają opinii o przydatności diagnostycznej lub rokowniczej autoprzeciwciał anty-Sa/anty-MCV. Z uwagi na różnice etniczne w rozpowszechnieniu i użyteczności klinicznej autoprzeciwciał, w praktyce warto polegać na danych o zasięgu lokalnym.

## Ocena laboratoryjna
Autoprzeciwciała przeciw cytrulinowanej wimentynie zwykle poddawane są ocenie ilościowej w surowicy krwi przy pomocy testów immunoenzymatycznych. Antygenem umożliwiającym wychwycenie autoprzeciwciał z próbki badanej może być cytrulinowana wimentyna (tzw. antygen Sa) lub też zmutowana cytrulinowana wimentyna (MCV, ang. mutated citrullinated vimentin). Dlatego marker ten – zależnie od zastosowanej metody analitycznej – określany jest jako anty-Sa lub anty-MCV. Należy pamiętać, że wyniki uzyskane przy pomocy różnych testów diagnostycznych wykazują pewien stopień zróżnicowania.